# 第5回先進国首脳会議
第5回先進国首脳会議（だい5かいせんしんこくしゅのうかいぎ）は、1979年（昭和54年）6月28日から29日までの日程で東京で開催された先進国首脳会議。通称は東京サミット。初めて日本で開催されたサミットである。会場は東京都港区赤坂の迎賓館。

## 出席首脳
サミットに出席した首脳は以下の通り:

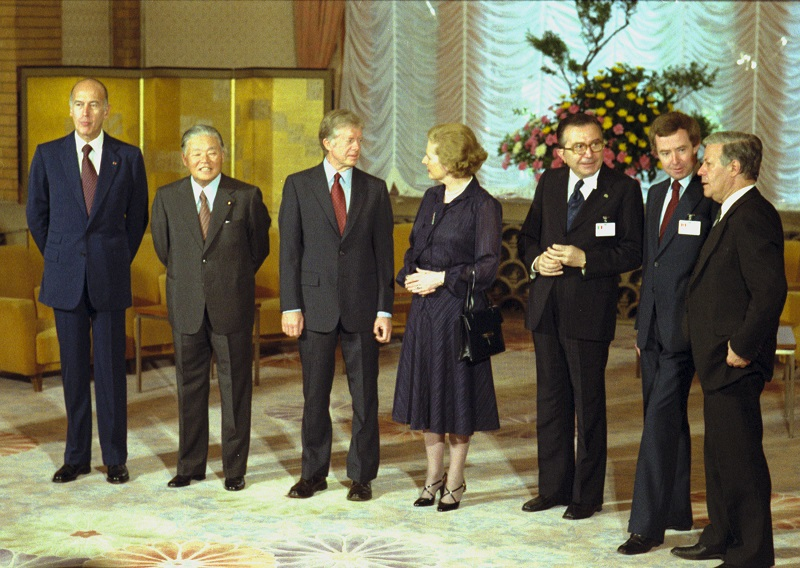
首脳の集合写真

- 大平正芳（議長・日本国首相）
- ヴァレリー・ジスカール・デスタン（フランス共和国大統領）
- ジミー・カーター（アメリカ合衆国大統領）
- マーガレット・サッチャー（イギリス首相）
- ヘルムート・シュミット（西ドイツ首相）
- ジュリオ・アンドレオッティ（イタリア首相）
- ジョー・クラーク（カナダ首相）
- ロイ・ジェンキンス（欧州委員会委員長）

## 議題
東京サミットでは議題は、イランのイスラム革命を受けて、石油問題が中心議題となった。

## テロ
- 1979年6月8日未明 - 迎賓館正門にめがけて無人の小型トラックが突進、手前の街路樹に衝突して炎上した。負傷者等の発生なし。後に中核派が犯行声明を出した[2]。